# Изопогон укрополистный
Изопогон укрополистный (лат. Isopogon anethifolius) — вид растений рода Изопогон семейства Протейные, эндемичный для Австралии, произрастает в прибрежном районе около Сиднея и к западу от него. Кустарник высотой до 3 м с утончёнными листьями. Жёлтые цветы появляются с сентября по декабрь. Культивируется как декоративное растение.

## Синонимы
В синонимику вида входят следующие названия:
Protea anethifolia Salisb.

Protea acufera Cav.

Isopogon virgulatus Gand.

Isopogon globosus Gand.

Isopogon confertus Gand.

Isopogon eriophorus Gand.

Atylus anethifolius (Salisb.) Kuntze

## Описание

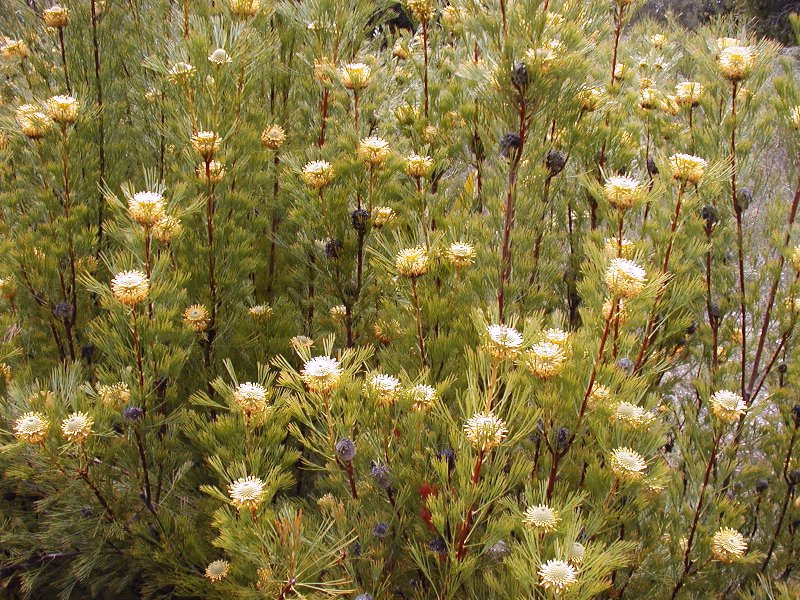
Цветущий кустарник I. anethifolius в Садах Мараноа (окрестности Мельбурна)

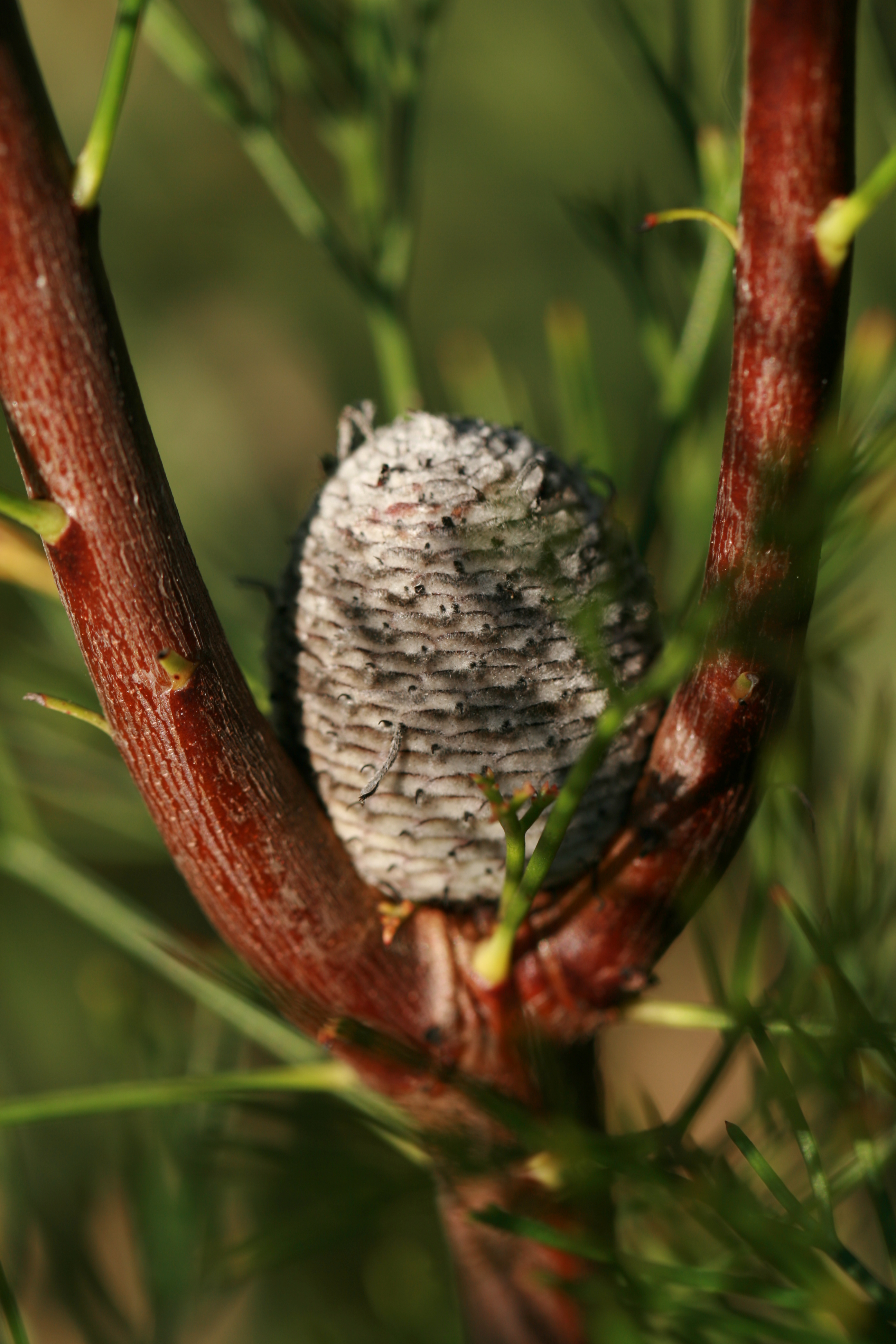
Плод I. anethifolius

Isopogon anethifolius достигает в высоту от 1 до 3 м и, как правило, выше в затенённых лесистых местностях и ниже на открытых местах. Ствол красноватого цвета. Листья игольчатые, круглые на срезе, менее 1 мм в диаметре, 16 см длиной с одинарным или двойным ветвлением.
Круглый жёлтый цветок появляется на конце ветви весной или ранним летом (сентябрь-декабрь), хотя изредка может расцветать и в другое время года. Соцветие до 4 см в диаметре. Отдельные цветки длиной около 1,2 см вырастают от деревянистого центра и расположены в спиралевидном порядке.
После цветения образуется серая яйцеобразная шишка до 2,5 см диаметром. Отдельные плоды, опушённые орешки с семенем, небольшие — до 4 мм. Масса семени — около 4 мг.
Круглые на срезе листья являются характерными для Isopogon anethifolius и отличают его от других представителей рода Изопогон, которые имеют уплощённые листья более 1 мм шириной.

## Ареал и местообитание
Isopogon anethifolius встречается в Сиднейском бассейне (Новый Южный Уэльс) и в соседних регионах с годовым уровнем осадков 900—1600 мм. Растёт на высоте до 1,2 км выше уровня моря на песчаниках и засушливых почвах. Обычно ассоциирован с такими деревьями, как эвкалипты Eucalyptus haemastoma и E. sclerophylla, а также E. sieberi, Persoonia mollis, банксия Banksia ericifolia, карликовый дуб Allocasuarina nana и кустарник Grevillea molyneuxii.

## Экология
Isopogon anethifolius после лесного пожара выдаёт свежие побеги от корня. Плоды могут долго находиться на растении, при этом кустарник служит как хранилище семян, которые высвобождаются при пожаре. Затем они падают недалеко от родительского куста либо относятся на небольшое расстояние ветром.
Заболевание листьев вызывается грибком Vizella. Цветочные бутоны могут повреждаться жуками надсемейства Куркулионоидные.

## Культивирование
Isopogon anethifolius вместе с Isopogon dawsonii — наиболее удобные для культивирования кустарники рода Изопогон. Они привлекают садоводов изящной листвой и красными ветвями в течение года и яркими жёлтыми цветками весной, а также характерными шишками после созревания. Кустарник предпочитает кислые почвы и полив, хотя не любит заболоченность. Предпочитает полутень, но выдерживает открытые солнечные места. Морозоустойчивость — до −8 ⁰C. Семена созревают через 30—60 дней. При выращивании из семян цветение начинается через несколько лет. Этот изопогон допускает также размножение черенками.
Растения вида Isopogon anethifolius нередко используются в качестве подвоя. Другие западно-австралийские изопогоны, включая Isopogon cuneatus и Isopogon latifolius, были успешно привиты на его стебли.
Цветки, шишки и листва идут на срезку для букетов.